# Albatroz-das-antípodas
O albatroz-das-antípodas (Diomedea antipodensis) é uma ave marinha de grande porte, da família dos albatrozes. Pertencendo ao género Diomedea, dos grandes albatrozes, só foi considerada como subespécie do albatroz-errante em 1992 e reconhecida como espécie própria, por algumas autoridades, em 1998. Enquanto que alguns cientistas continuam a não considerá-la como espécie à parte, classificando a ave como Diomedea exulans, um estudo de DNA mitocondrial de 2004 e de microsatélites  do complexo críptico de espécies do albatroz-errante veio apoiar a separação. O albatroz-das-antípodas é menor que o albatroz-errante e, enquanto cria, tem plumagem predominantemente castanha, sendo, de resto, difícil de distinguir.
Nidificam nos grupos insulares exteriores da Nova Zelândia. Existem duas subespécies, Diomedea antipodensis antipodensis, que nidifica nas Ilhas Antípodas e na Ilha de Campbell e Diomedea antipodensis gibsoni, que nidifica nas Ilhas Auckland. D. a. gibsoni foi considerada como espécie separada a partir de 1998, mas estudos de 2004 não confirmaram a separação. No mar, os albatrozes-das-antípodas distribui-se do Pacífico Sul e Austrália, passando pelo Chile. Alimentam-se principalmente de lulas e, em menores quantidades, peixe (ao contrário do que acontece com outras espécies de albatroz, não há registo de que consumam crustáceos). Há registo de aves desta espécie junto dos locais de desova dos chocos junto à Nova Gales do Sul.